# Martin de Lacassagne
Martin de Lacassagne ou La Cassagne, né à Lescar vers 1651 et mort dans la même ville le 13 janvier 1728, est un ecclésiastique qui fut évêque de Lescar de 1716 à 1726.

## Biographie
Martin de La Cassagne ou de Lacassagne, né à Lescar, est d'abord curé au Pays basque, puis pendant 38 ans prieur de l'église Sainte-Foy de Morlaàs (1689-1728),  de Saint-Jean-de-Lâché au diocèse d'Oloron et abbé commendataire de l'abbaye Saint-Pierre de Larreule (diocèse de Lescar) et de La Réale. 
Il est nommé évêque de Lescar en mars 1716, confirmé le 5 décembre 1718 et consacré le 26 mars suivant par Denis-François Bouthillier de Chavigny, archevêque de Sens.
Il meurt le 13 janvier 1728 et il est inhumé dans la nef de la cathédrale de Lescar.